# Abdullah Ahmad Badawi
Abdullah Ahmad Badawi, celým jménem Datuk Seri Abdullah Ahmad Badawi (26. listopadu 1939, Bayan Lepas – 14. dubna 2025 Kuala Lumpur) byl malajský politik. V letech 2003–2009 byl předsedou vlády Malajsie. Byl známý též pod přezdívkou Pak Lah (Strýček Lah, přičemž Lah je zdrobnělina jména Abdullah)

## Život
V roce 1964 vystudoval islámská studia (na bakalářské úrovni) na Univerzitě Malaya (Universiti Malaya) v Kuala Lumpuru. Poté vstoupil do státních služeb, pracoval například na ministerstvu kultury, mládeže a tělovýchovy. V roce 1978 rezignoval na kariéru státního úředníka a vstoupil do politiky, v barvách Sjednocené malajské národní organizace (Pertubuhan Kebangsaan Melayu Bersatu), hlavní politické síly v zemi a lídra široké koalice Národní fronty (Barisan Nasional), která vládla v zemi od roku 1957. Byl zvolen do federálního parlamentu. Premiér Mahathir Mohamad, k jehož nejbližším spolupracovníkům se zařadil, ho jmenoval ministrem školství (1984–1986), obrany (1986–1987), zahraničních věcí (1991–1999), místopředsedou vlády (1999–2003), ministrem vnitra (1999–2004) a nakonec ministrem financí (2003–2008). 31. října 2003 premiér Mahathir odstoupil a Badawi ho nahradil ve funkci nejvyšší. Stal se pátým malajským premiérem. Souběžně převzal post předsedy Sjednocené malajské národní organizace. Následně pak uspěl on i jeho strana ve volbách roku 2004 a premiérský post tak udržel. Ponechal si i funkci ministra financí a v závěru svého premiérství přibral i post ministra obrany (2008–2009). 
Spojené státy americké za jeho vlády obvinily Malajsii, že usiluje o projekt výroby jaderné bomby, což Badawi popřel. V úřadě se mu ale nepodařilo nastartovat ekonomiku, ani omezit korupci, což vedlo k tomu, že ve všeobecných volbách v roce 2008 získala Barisan Nasional jen mírnou většinu křesel, ztratila svou obvyklou dvoutřetinovou většinu a také ztratila hegemonii v pěti státech malajské federace. Šlo o nejhorší volební výsledek Národní fronty v historii. Badawi sice i po volbách zůstal na postu premiéra, ale čelil stále větší kritice ve vlastní straně, až v roce 2008 slíbil z funkce premiéra i předsedy strany odstoupit. Učinil tak v březnu 2009, nahradil ho Najib Razak, dosavadní místopředseda vlády a bývalý ministr obrany.

## Vyznamenání

### Malajsijská vyznamenání
- člen Řádu obránce koruny – 1971
- důstojník Řádu obránce koruny – 1975
- velkokomtur Řádu obránce koruny – 2009

### Zahraniční vyznamenání
- Řád za zásluhy v diplomatických službách I. nižší třídy – Jižní Korea, 1983
- Řád posvátného pokladu I. třídy – Japonsko, 1991
- velkokříž Řádu za zásluhy – Chile, 1994
- rytíř velkokříže Řádu bílého slona – Thajsko, 1994
- Řád přátelství I. třídy – Severní Korea, 1997
- Řád José Martího – Kuba, 2004[2]
- Řád hvězdy Indonéské republiky II. třídy – Indonésie, 2007